# 32621 Talcott
32621 Talcott è un asteroide della fascia principale. Scoperto nel 2001, presenta un'orbita caratterizzata da un semiasse maggiore pari a 2,5754325 UA e da un'eccentricità di 0,0499111, inclinata di 16,01370° rispetto all'eclittica.